# Beach Head
Beach Head o Beach-Head è un videogioco scritto e pubblicato dalla Access Software nel 1983 per gli home computer a 8-bit e pubblicato in Europa nel 1984 dalla U.S. Gold. Il gioco consiste nel penetrare nella spiaggia nemica (da qui il termine militare Beachhead, lett. "testa di sbarco") prima attraverso il controllo di navi e poi, successivamente, di carri armati una volta raggiunto il terreno.
Fu un grande best seller per il Commodore 64 e uno dei maggiori successi in generale del 1984.
Il gioco ha avuto un seguito, Beach Head II: The Dictator Strikes Back.
Negli anni 2000 ha ispirato una serie di giochi per PC della Digital Fusion, formata da Beach Head 2000, Beach Head 2002 e Beach Head 2003: Desert War. Di questi vennero realizzate dalla Global VR versioni da sala giochi basate su realtà virtuale.

## Modalità di gioco
Il gioco è composto da cinque livelli, con modalità di gioco tra loro anche molto diversa, perlopiù di tipo sparatutto. A questi si aggiungono delle sequenze di intermezzo, prive di pericoli, in cui il giocatore sposta l'intera flotta su una mappa a grande scala. Si dispone di 10 navi che corrispondono alle vite, una volta raggiunta la spiaggia le navi superstiti si convertono in carri armati. I livelli sono:
1. (opzionale) un passaggio segreto, che le navi del giocatore, disarmate, devono attraversare una alla volta, evitando mine e siluri. Se si affronta questo livello opzionale, i nemici nei due livelli successivi saranno un po' più deboli per via dell'"effetto sorpresa".
2. il giocatore controlla con visuale in prima persona il cannone antiaereo della nave e deve colpire, senza l'aiuto di un mirino, gli aerei nemici che si avvicinano con effetto 3D e sparano a loro volta.
3. nella stessa schermata del livello precedente, stavolta il cannone è di superficie e deve colpire le navi nemiche. Un indicatore dell'alzo del cannone permette di regolare la gittata, che deve essere individuata esattamente andando per tentativi. Nel frattempo le navi nemiche fanno la stessa cosa e bisogna batterle sul tempo.
4. ora entrano in gioco i carri armati, che devono attraversare un territorio a scorrimento continuo verso sinistra, pieno di ostacoli e cannoni nemici. Per ogni carro che riesce nella traversata si passa subito al livello 5, se questo non viene superato si torna al livello 4 col carro successivo.
5. si torna alla visuale in prima persona, con un cannone senza mirino bisogna colpire una serie di bersagli sul versante di una collina. Nel frattempo, in cima alla collina un grande cannone nemico ruota lentamente verso il giocatore, e quando lo punta lo distrugge. Per vincere e terminare il gioco bisogna quindi batterlo sul tempo, cosa di fatto impossibile con un solo carro armato; è necessario raggiungere il livello 5 con più vite rimaste.